# 新東糖廠
新東糖廠（又稱都蘭糖廠）位於具有聖山之稱的都蘭山下，是一座位在臺灣臺東縣東河鄉都蘭村的私人糖廠；為臺灣東部地區僅存的早期紅糖製糖工廠建築群，該糖廠於1991年已停止製糖業務。2001年轉型為堤供給藝術家及工藝師進駐的文創園區供遊客參觀。

## 沿革

### 日治時期
新東糖廠最早是由賴文騫於臺灣日治時期1933年所創辦的製糖會社，當時該製糖會社以推廣甘蔗種植及生產紅糖業務為主。後來由於紅糖產量供不應求，因此萌生增資擴廠的計劃。
1944年，賴文騫邀請高雄望族陳水盤、陳傅兄弟以資本額5萬日圓合夥設立的「東臺製糖場合資會社」，由陳傳擔任會社負責人。
東臺製糖場合資會社新廠工程於1937-38年間完工後隨即投入製糖業務，而舊廠則在新廠開始運作後停止使用。自此開始進入東臺製糖場合資會社的製糖全盛時期。新廠擁有先進的製糖機械設備，採用軌道板車輸送糖料，而製糖原料甘蔗便以卡車運送進入工廠。當時所生產的紅糖全數銷往日本。
1943年二戰接近末期，當時日本以及臺灣均遭受盟軍空襲，導致糖廠所生產的糖料不管是海、陸交通均無法正常輸送出，因此糖廠所產之糖料陷於滯銷。
1944年，盟軍針對臺灣轟炸轉劇，糖廠生產日程時斷時續，收益便自此開始由盈轉虧。最後，因轟炸關係，當地民眾以及糖廠員工開始進行防空避難，疏散至其他地方，糖廠也因此停擺作業。

### 戰後
二戰結束後不久，賴文騫即因病去世，東臺製糖場合資會社持續停擺。
1960年，有紅糖製糖經驗的新竹人黃木水帶領其家族來到臺東縣都蘭，認為當地種植甘蔗的環境條件良好，因此接手東臺製糖場合資會社並加以修建。
1962年春季，糖廠修建工程完工，並將糖廠創立為新東糖廠（新東糖業股份有限公司），恢復甘蔗種植及生產紅糖。當時新東糖廠的甘蔗種植區域涵蓋東河鄉、卑南鄉利吉村以及成功鎮部分地區。並且，新東糖廠所生產之紅糖銷售全臺各地，也外銷日本。
1976～77年間，新東糖廠甘蔗種植面積達834.80公頃，年產紅糖量高達8,386,140公斤，甘蔗壓榨量突破5600萬公斤的高峰，在當時全臺19家紅糖廠中產量位居排名第一。
1980年代中期，臺灣經濟結構轉型改變，第二級產業的工人工資急遽上揚，導致農村勞力嚴重流失，而臺灣其他地區勞力密集的紅糖製糖廠紛紛歇業。惟新東糖廠仍持續經營，最終仍無法改變其頹勢，在1991年（民國80年）正式關廠停止製糖業務。

### 現今
新東糖廠在閒置數年後，糖廠各個獨立的倉儲空間恰好成為藝術工作者們的最佳創作場所，起初由Si Ki 希巨蘇飛工作室進駐，也因此吸引了許多國內外的藝術家前來創作，糖廠方面乃將糖廠辦公廳及宿舍區改建為咖啡屋及民宿。
臺東縣政府於2002年（民國91年）起在新東糖廠舉辦「都蘭山藝術節」並設立「都蘭紅糖文化園區」。新東糖廠重獲生機，廠區轉型為紅糖博物館，其廠區目前由原經營的「新東糖業股份有限公司」將原來的倉儲作為藝術展館出租，其它空間還有餐廳及民宿經營，廠區停車空間廣大除特殊連續假日停車收費外，其它時間都可以免費停車。

## 設施
新東糖廠的廠區建築大致可分為製糖工廠、倉庫、辦公廳及宿舍等三部分。製糖工廠及倉庫都是混凝土鋼筋結構，屋頂則為鐵皮加蓋。
主建築的製糖工廠方面則暫不開放進入。製糖工廠旁豎立的大煙囪，是新東糖廠的地標。

## 圖集

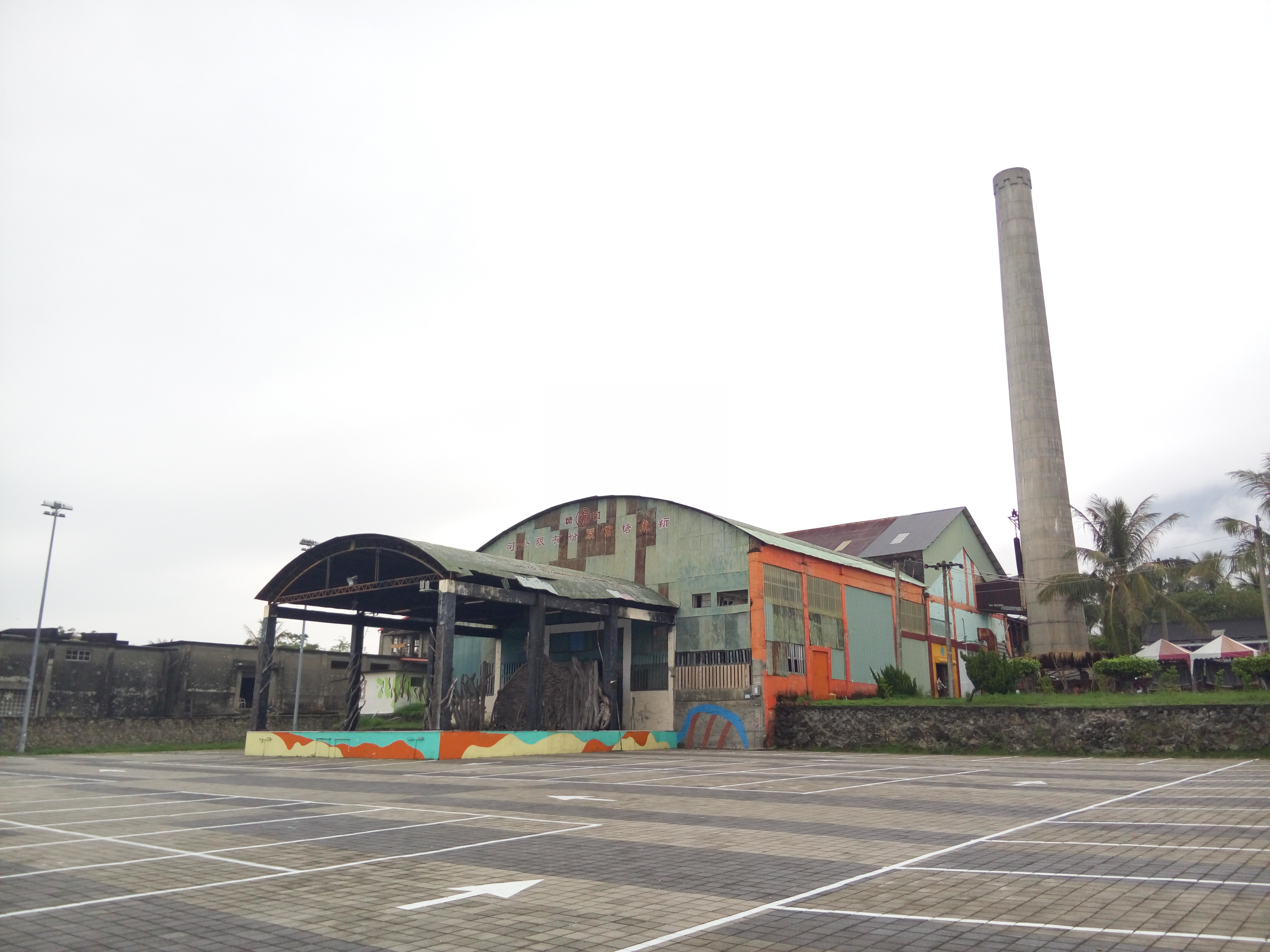
製糖工廠
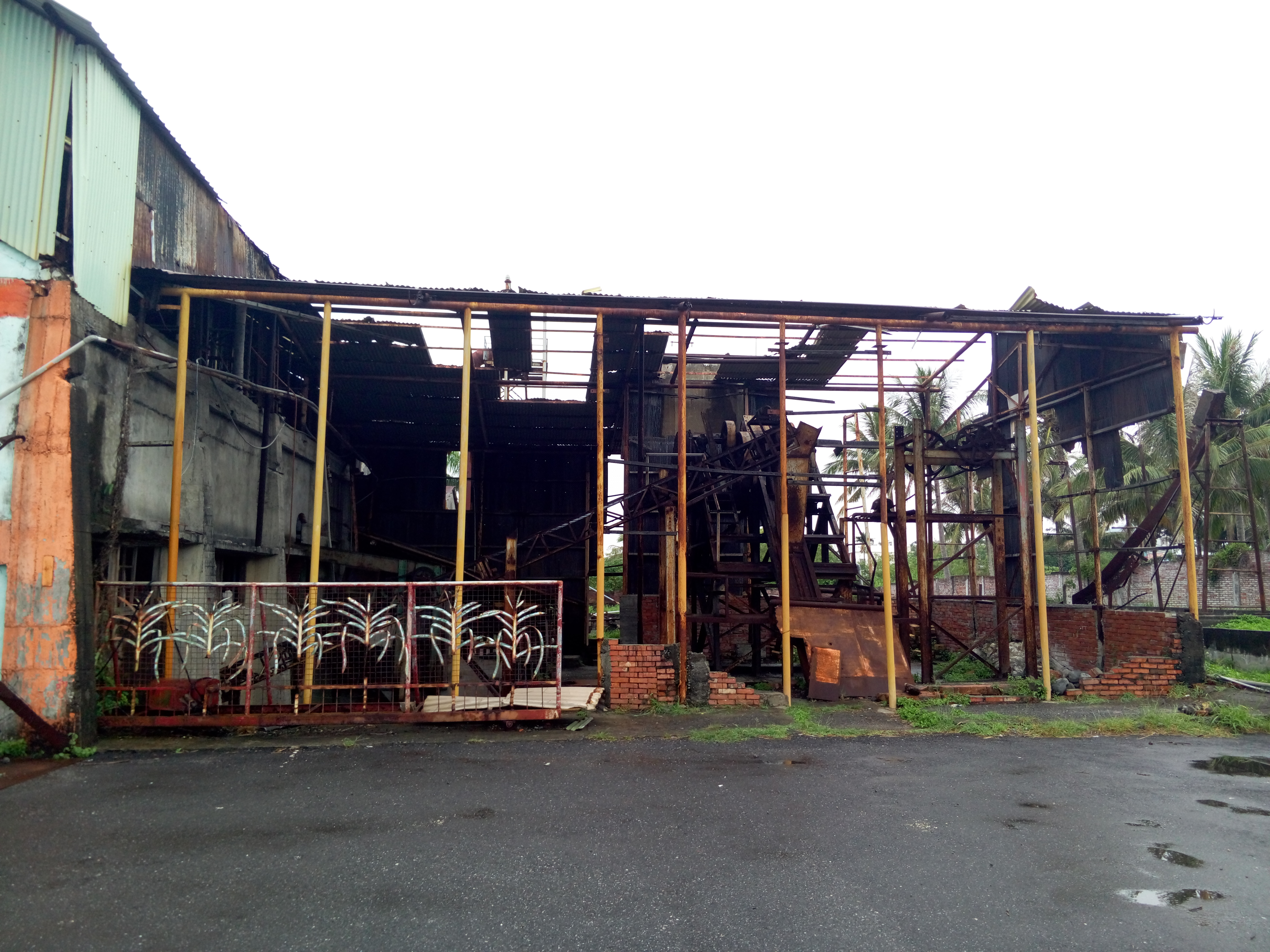
工廠設備
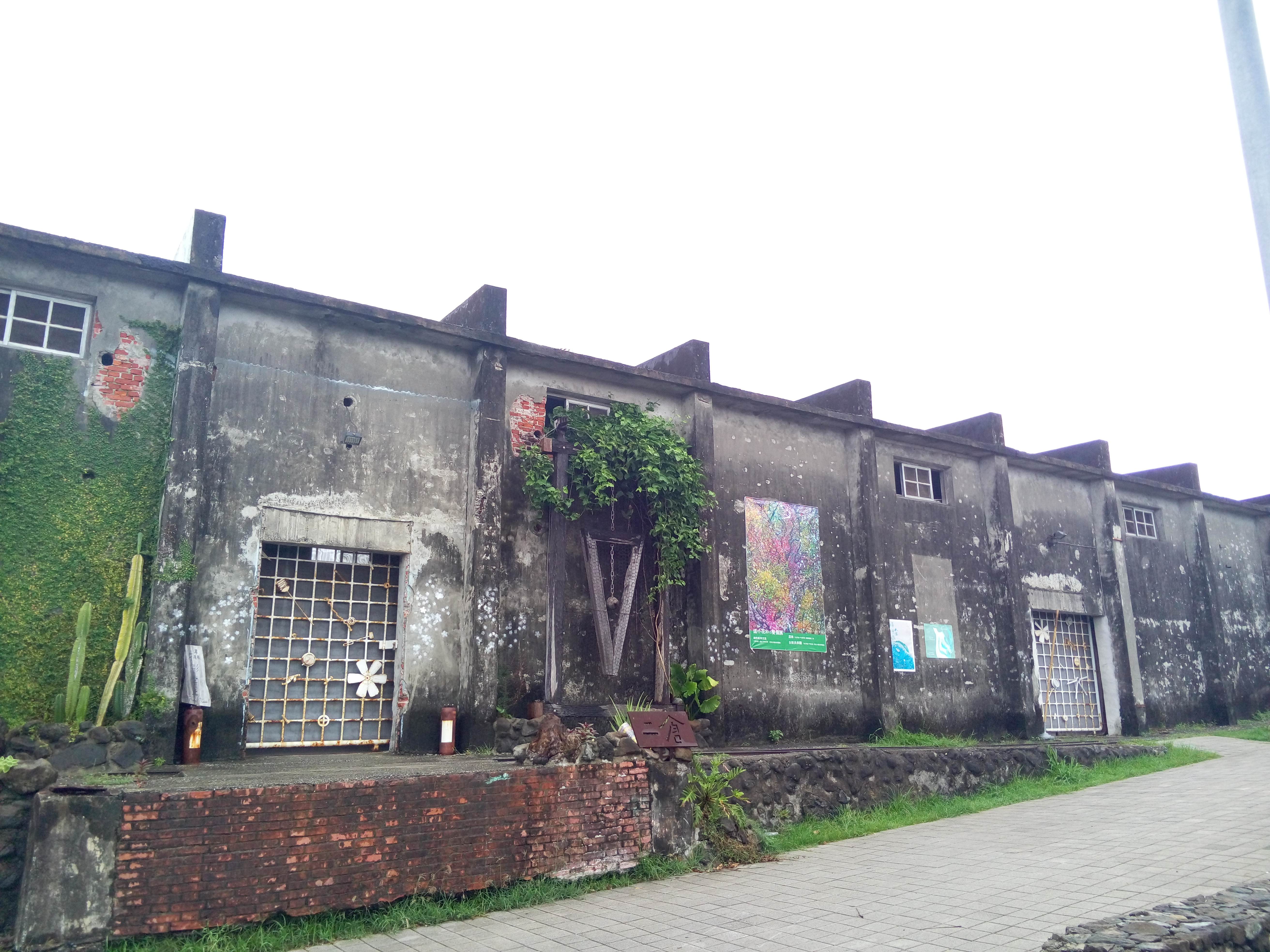
倉庫

## 周遭景點
- 水往上流
- 富岡漁港
- 舊東河橋
- 都蘭遺址

## 資料來源
1. 1 2 3 4  . 臺東縣政府臺東觀光網.   [2015-08-26]. （原始内容存档于2015-08-20） （中文（臺灣））.
2. 1 2 3 4 5 6 7 8 9 10 11 12 13  . 文化部文化資產局. 2002年12月5日  [2015-08-26]. （原始内容存档于2016年3月4日） （中文（臺灣））.
3. 1 2 3 4 5 6 7 8 9 10 11 12  . 文化部臺灣社區通.   [2015-08-26]. （原始内容存档于2016-11-10） （中文（臺灣））.
4. 1 2  . 東部海岸國家風景區.   [2015-08-26]. （原始内容存档于2020-11-29） （中文（臺灣））.